# 列夫·克尔贝尔
列夫·可尔贝尔（俄语： 1917年11月7日—2003年8月14日）苏联现实主义雕塑家，生于俄罗斯帝国切尔尼戈夫省谢苗诺夫卡犹太人家庭，生日当天为十月革命布尔什维克攻占冬宫之日，作品包括马克思、列宁、尤里·加加林的雕像，苏联政府曾将这些雕像送给全世界社会主义国家和第三世界国家作为礼物。